# Andrehen (Textilwesen)
Als Andrehen (auch Fadenanmachen bzw. Fadenanlegen) bezeichnet man das Zusammendrehen der Garn- und Vorgarn-Enden bei Spinnmaschinen zur Beseitigung eines Fadenbruches, zum Wechsel der Vorgarn- oder auch der Garnspulen und bei Webmaschinen zum Verbinden einer auslaufenden (abgewebten) Kette mit einer neuen.

## Andrehen in der Spinnerei
Beim industriellen Spinnen erfolgt das Andrehen (Reparieren) von gebrochenem (gerissenem) Garn in der Regel ohne Abstellung der Spinnmaschine. Unmittelbar nach dem Andrehen soll der Spinnprozess fortgesetzt werden. Bricht ein Garn, so geht die Verbindung zwischen Streckwerk und Spindel bzw. Spule verloren.
Das Andrehen geht so vor sich: Die betreffende Spule wird, zumeist mit Hilfe besonderer Bremsen, angehalten.  Auf der stillstehenden Spule wird das Fadenende gesucht und so viel Garn abgewickelt, bis der Abstand zum Streckwerk überbrückt ist. Unmittelbar hinter dem Streckwerk erfolgt dann das Andrehen mit dem vom Streckwerk gelieferten Faserverband. Anschließend muss die Spindel freigegeben werden, damit die Garndrehung sofort einsetzen kann. Das Andrehen erfordert große Geschicklichkeit.
Das Andrehen setzt voraus, dass die einzelne Spindel stillgesetzt werden kann. Dies ist der Fall bei Maschinen, deren Spindel mit Schnur-, Seil- oder Bandantrieb versehen sind, z. B. Ringspinnmaschinen, Absetzspinner und Flügelspinnmaschinen.

Ringspinnmaschinen mit Räderantrieb der Spindeln haben für jede Spindel eine Friktionskupplung, damit Spindeln einzeln abstellbar sind.

Bei Maschinen mit zwangsläufigem Antrieb der Spindeln, z. B. den Vorspinnmaschinen, kann ein gebrochener Faden nicht angedreht werden. Ein Fadenbruch lässt sich nur bei stillstehender Maschine reparieren.

## Andrehen in der Weberei
In der Weberei hat das Andrehen des Zweck, das aufwändige Neueinziehen einer Kette zu vermeiden. Es stellt die Verbindung zwischen einer auslaufenden (abgewebten) Kette mit der neuen her (Fachjargon: eine Kette wird angedreht).
Die Verbindung ist dabei so fest, dass mit den Fadenenden der alten Kette die neuen Fäden durch die Fadenaugen der Webelitzen (Schaft) oder der Jacquardlitzen durch das Webeblatt durchgezogen werden.

## Vorgang des manuellen Andrehens

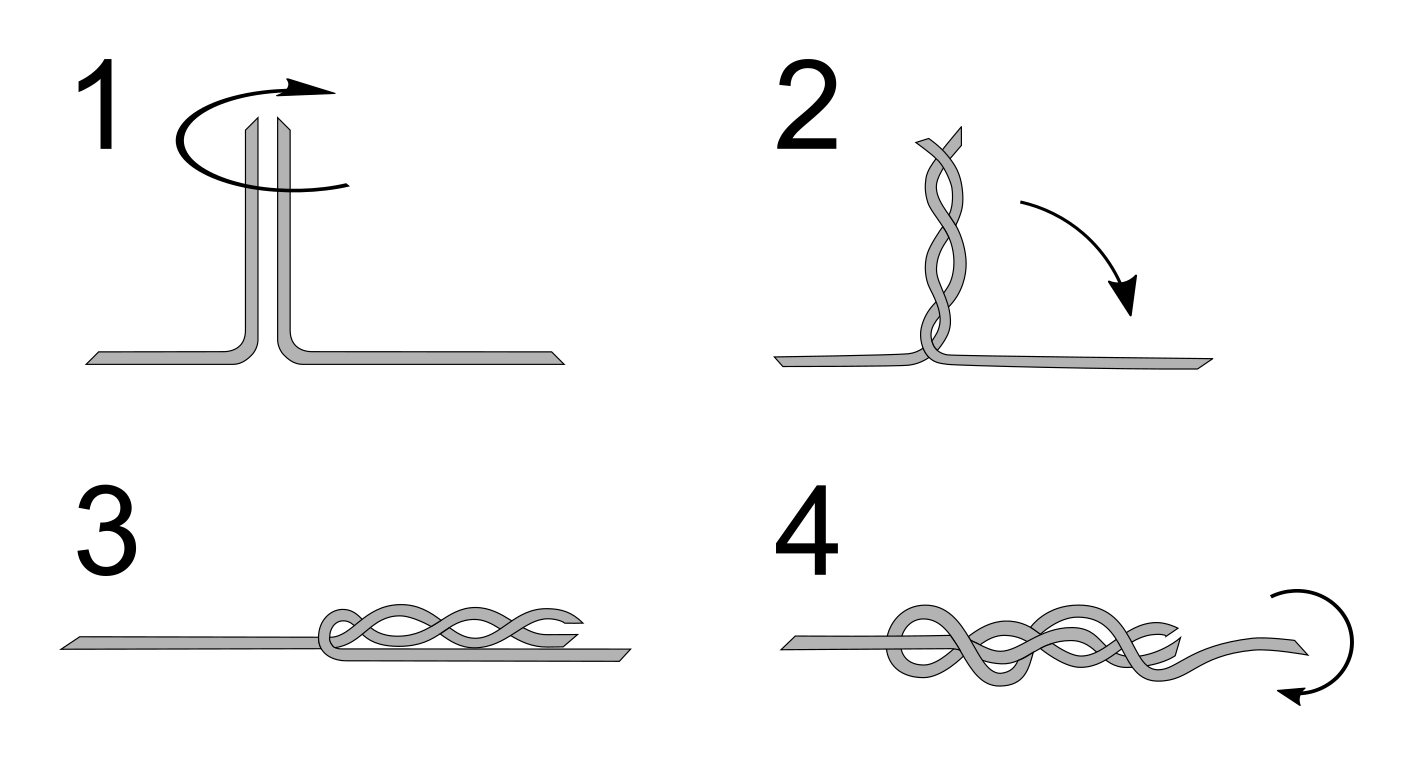
Vorgang des manuellen Andrehens

1. Die beiden Fadenenden werden (zumeist mit Daumen und Zeigefinger) rechtwinklig abgebogen (ca. 2–3 cm),
2. die abgebogenen Fadenenden werden miteinander verdreht (verzwirnt),
3. die verzwirnten Enden werden dem Kettfaden der neuen Kette zu rechtwinklig abgebogen,
4. das verzwirnte Ende wird mit dem neuen Kettfaden verdreht.

Für das Andrehen wurde häufig eine Paste verwendet, die einen Kleber und etwas Kreide enthielt.
Das Andrehen von Hand wurde mehr und mehr durch Andrehen mit Maschinen bzw. Anknoter ersetzt.